# Boom Boom Kid
Pour les articles homonymes, voir Boom Boom (homonymie) et Boom.
Boom Boom Kid est un groupe (one man band) de rock alternatif argentin, originaire de Buenos Aires. Il est influencé par le rockabilly, le psychobilly, le punk hardcore et le punk rock. Il s'agit d'un projet solo du musicien Carlos Rodríguez, anciennement connu sous le nom de Nekro, et comme membre du groupe Fun People entre 1989 et 2000. Rodríguez se rebaptisera d'ailleurs Boom Boom Kid sur scène,.

## Biographie

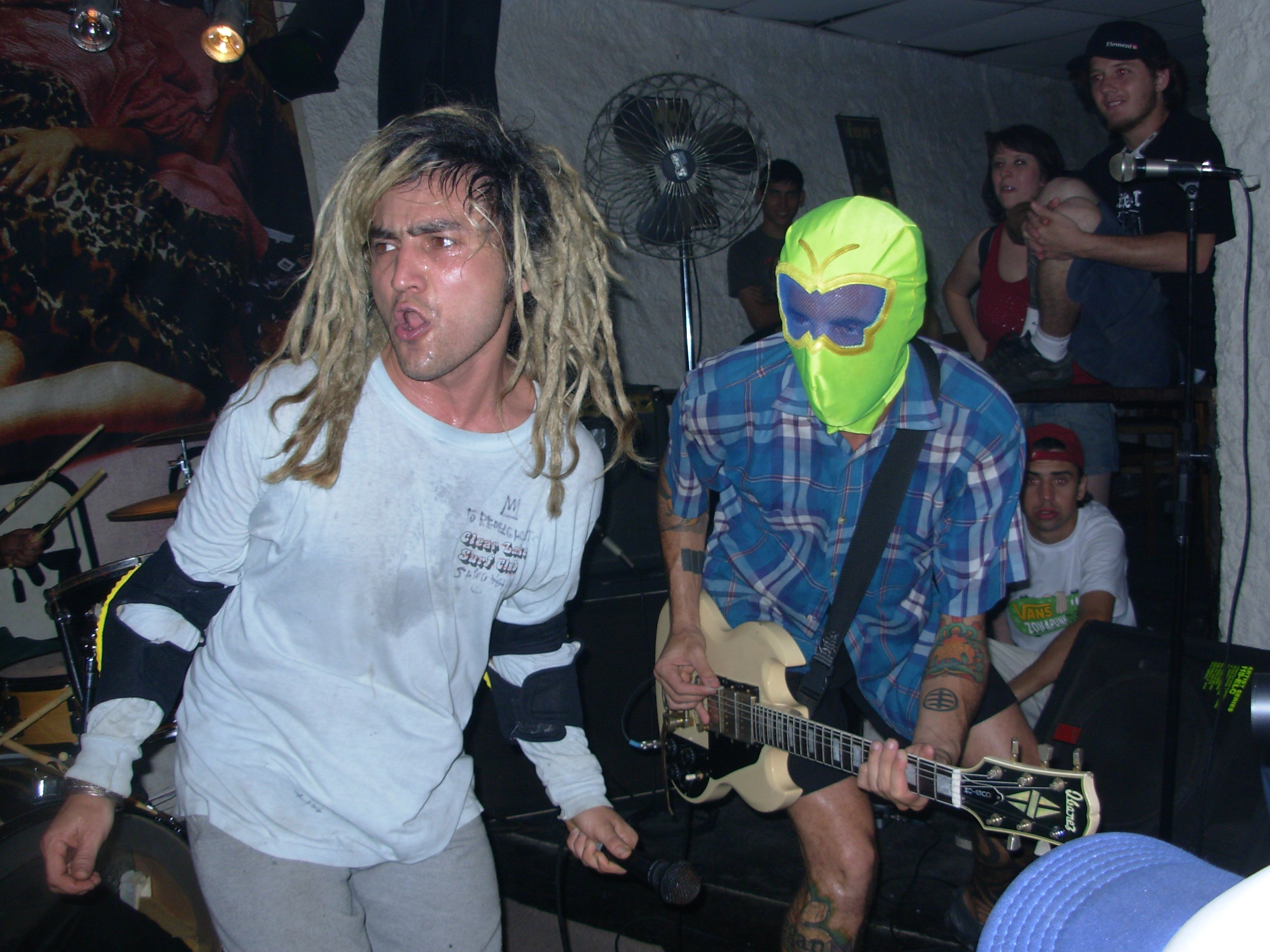
Boom Boom Kid en 2007.

Le projet solo de Carlos Rodríguez commence musicalement avec le dernier album des Fun People, Angustia, no, no (2000), plus précisément avec le single de BBK, Abrazame/I Do. Par la suite, il publie le premier album de son projet, Okey Dokey (2001), et plusieurs EP et singles de faces B et raretés, en parallèle à sa carrière solo, et lance son propre label discographique appelé Ugly/LasFeos Records, où il publie ses propres enregistrements.
Il sort plus tard l'album Smiles from Chapanoland (2004) et une compilation de singles et faces B intitulée The Many, Many Moods of Boom Boom Kid (2005).
Le ton vocal de Boom Boom Kid est à la fois grave et guttural, mais aussi difficile à cerner précisément.

## Discographie

### Albums studio
- 2001 : Okey Dokey
- 2004 : Smiles from Chapanoland
- 2007 : Espontáneos minutos De 2x2 es 16 Odas al dada tunes
- 2009 : Frisbee
- 2017 : El disco del otoño
- 2017 : El disco del invierno

### Compilations
- 2005 : The Many Many Moods of Boom Boom Kid
- 2010 : Colección Verano 2010 (Espagne)
- 2010 : Gatiho Preto Maulla 33 Faixas De Pelo Largo (Brésil)
- 2010 : Grandfather's Poncho (Japon)
- 2011 : Muy Frisbee
- 2012 : Libro absurdo (2012, compilation de chansons enregistrées entre 2002 et 2004)
- 2014 : Demasiado en fiestas, sin timón y con el mono al hombro

### Singles, EP
- 2001 : Abrazame / I Do
- 2001 : Razones / Kitty / Du Du
- 2001 : Jenny / Feliz
- 2001 : Can You Hear Me?
- 2002 : I Don't Mind
- 2002 : Hard - Ons / Boom Boom Kid (Slipt)
- 2004 : She Runaway
- 2005 : Boom Boom Kid / El Pus (Split 5")
- 2006 : Con Amor Para Ricardo Valenzuela (7")
- 2007 : Wasabi
- 2008 : Sin Sanata Y Con El Tupé De No Callar (Single)
- 2009 : Benjui Jamboree (EP)
- 2012 : BBkid y su guitarra

## Clips
- Tutte le filmez (2003)
- Incendios de un pitecantropus sin Iutube (2011)